# Louroux-Bourbonnais
Louroux-Bourbonnais – miejscowość i gmina we Francji, w regionie Owernia-Rodan-Alpy, w departamencie Allier.

## Demografia
Według danych na rok 1990 gminę zamieszkiwało 256 osób, a gęstość zaludnienia wynosiła 8 osób/km². W styczniu 2015 r. Louroux-Bourbonnais zamieszkiwały 253 osoby, przy gęstości zaludnienia wynoszącej 7,7 osób/km².